# Braunia entodonticarpa
Braunia entodonticarpa là một loài Rêu trong họ Hedwigiaceae. Loài này được Müll. Hal. mô tả khoa học đầu tiên năm 1880.